# Sipakapense (etnia)
Sipakapense es un etnia maya ubicada en el país de Guatemala. La lengua oficial de esta etnia es también llamada idioma sipakapense.

## Historia
El nombre Sipakapa proviene del  idioma nahuatl de los término Sipaktli, que significa "Lagarto", y apan que significa "lugar" o "localización", por lo que puede interpretarse como "Lugar o Tierra del lagarto".
Según las historias contadas por ancianos de esta etnia, la comunidad inicialmente estuvo habitada por unos hombres con poderes sobrenaturales llamados Nawualones, quienes se habían separado del dominio K'iche' y guiados por el Sol, emprendieron el viaje que los condujo al territorio que actualmente ocupa la comunidad lingüística sipakapense, en el departamento de San Marcos.

## Ubicación
Actualmente todas las personas que pertenecen a la comunidad sipakapense viven en el departamento de San Marcos en el municipio de Sipacapa.

## Población
Según el censo de población indígena realizado en el año 2002, existe un total de 10 652 habitantes de la comunidad sipakapense. Cubre casi toda la población del municipio de Sipacapa, San Marcos.